# ATP Challenger Buenos Aires
Das ATP Challenger Buenos Aires (offizieller Name: AAT Challenger Santander Buenos Aires) ist ein seit 2010 jährlich stattfindendes Tennisturnier in der argentinischen Hauptstadt Buenos Aires. Es ist Teil der ATP Challenger Tour und wird im Freien auf Sand ausgetragen. Carlos Berlocq konnte das Turnier dreimal für sich entscheiden. Er gewann zweimal im Doppel mit jeweils unterschiedlichen Partnern sowie einmal im Einzel. Horacio Zeballos gewann im Doppel ebenfalls drei Titel.

## Liste der Sieger

### Einzel
| Jahr     | Sieger                 | Finalgegner          | Ergebnis          |
| -------- | ---------------------- | -------------------- | ----------------- |
| 2024 (3) | Francisco Comesaña (2) | Federico Coria       | 1:6, 7:67, 6:4    |
| 2024 (2) | Facundo Bagnis         | Mariano Navone       | 7:5, 1:6, 7:5     |
| 2024 (1) | Gonzalo Bueno          | Dmitri Popko         | 6:4, 2:6, 7:64    |
| 2023 (2) | Mariano Navone         | Federico Coria       | 2:6, 6:3, 6:4     |
| 2023 (1) | Thiago Seyboth Wild    | Luciano Darderi      | 6:3, 6:3          |
| 2022 (2) | Juan Manuel Cerúndolo  | Camilo Ugo Carabelli | 6:4, 2:6, 7:5     |
| 2022 (1) | Francisco Comesaña (1) | Mariano Navone       | 6:4, 6:0          |
| 2021     | Sebastián Báez         | Thiago Monteiro      | 6:4, 6:0          |
| 2020     | abgesagt               | abgesagt             | abgesagt          |
| 2019     | Sumit Nagal            | Facundo Bagnis       | 6:4, 6:2          |
| 2018     | Pablo Andújar          | Pedro Cachín         | 6:3, 6:1          |
| 2017     | Nicolás Kicker         | Horacio Zeballos     | 6:75, 6:0, 7:5    |
| 2016     | Renzo Olivo            | Leonardo Mayer       | 2:6, 7:63, 7:63   |
| 2015     | Kyle Edmund            | Carlos Berlocq       | 6:0, 6:4          |
| 2014     | nicht ausgetragen      | nicht ausgetragen    | nicht ausgetragen |
| 2013     | Pablo Cuevas           | Facundo Argüello     | 7:66, 2:6, 6:4    |
| 2012     | Diego Schwartzman      | Guillaume Rufin      | 6:1, 7:5          |
| 2011     | Carlos Berlocq         | Gastão Elias         | 6:1, 7:63         |
| 2010     | Diego Junqueira        | Juan Pablo Brzezicki | 6:2, 6:1          |

### Doppel
| Jahr     | Sieger                                                  | Finalgegner                                          | Ergebnis          |
| -------- | ------------------------------------------------------- | ---------------------------------------------------- | ----------------- |
| 2024 (3) | Murkel Dellien Facundo Mena                             | Felipe Meligeni Alves Marcelo Zormann                | 1:6, 6:2, [12:10] |
| 2024 (2) | João Fonseca Pedro Sakamoto                             | Jakob Schnaitter Mark Wallner                        | 6:2, 6:2          |
| 2024 (1) | Arklon Huertas del Pino (2) Conner Huertas del Pino (2) | Max Houkes Lukas Neumayer                            | 6:3, 3:6, [10:6]  |
| 2023 (2) | Diego Hidalgo Cristian Rodríguez                        | Fernando Romboli Marcelo Zormann                     | 6:3, 6:2          |
| 2023 (1) | Francisco Comesaña Thiago Seyboth Wild                  | Hernán Casanova Santiago Rodríguez Taverna           | 6:3, 6:75, [10:6] |
| 2022 (2) | Guido Andreozzi (3) Guillermo Durán (2)                 | Román Andrés Burruchaga Facundo Díaz Acosta          | 6:0, 7:5          |
| 2022 (1) | Arklon Huertas del Pino (1) Conner Huertas del Pino (1) | Matías Franco Descotte Alejo Lorenzo Lingua Lavallén | 7:5, 4:6, [11:9]  |
| 2021     | Luciano Darderi Juan Bautista Torres                    | Hernán Casanova Santiago Rodríguez Taverna           | 7:65, 7:610       |
| 2020     | abgesagt                                                | abgesagt                                             | abgesagt          |
| 2019     | Guido Andreozzi (2) Andrés Molteni                      | Hugo Dellien Federico Zeballos                       | 6:73, 6:2, [10:1] |
| 2018     | Guido Andreozzi (1) Guillermo Durán (1)                 | Marcelo Demoliner Andrés Molteni                     | 6:4, 4:6, [10:3]  |
| 2017     | Ariel Behar Fabiano de Paula                            | Máximo González Fabrício Neis                        | 7:63, 5:7, [10:8] |
| 2016     | Julio Peralta (2) Horacio Zeballos (3)                  | Sergio Galdós Fernando Romboli                       | 7:65, 7:61        |
| 2015     | Julio Peralta (1) Horacio Zeballos (2)                  | Guido Andreozzi Lucas Arnold Ker                     | 6:2, 7:5          |
| 2014     | nicht ausgetragen                                       | nicht ausgetragen                                    | nicht ausgetragen |
| 2013     | Máximo González Diego Schwartzman                       | Rogério Dutra da Silva André Ghem                    | 6:3, 7:5          |
| 2012     | Martín Alund Horacio Zeballos (1)                       | Facundo Argüello Agustín Velotti                     | 7:66, 6:2         |
| 2011     | Carlos Berlocq (2) Eduardo Schwank                      | Marcel Felder Jaroslav Pospíšil                      | 6:71, 6:4, [10:7] |
| 2010     | Carlos Berlocq (1) Brian Dabul                          | Andrés Molteni Guido Pella                           | 7:64, 6:3         |